# 13843 Cowenbrown
A 13843 Cowenbrown (ideiglenes jelöléssel 1999 XQ34) a Naprendszer kisbolygóövében található aszteroida. A LINEAR projekt keretében fedezték fel 1999. december 6-án.